# Anna Karénine
Pour les articles homonymes, voir Anna Karénine (homonymie).
Anna Karénine (en russe : Анна Каренина, Anna Karenina) est un roman de Léon Tolstoï paru en 1877 en feuilleton dans Le Messager russe. Il est considéré comme un chef-d'œuvre de la littérature. L'auteur y oppose le calme bonheur d'un ménage honnête formé par Lévine et Kitty Stcherbatskï aux humiliations et aux déboires qui accompagnent la passion coupable d'Alexis Vronski et d'Anna Karénine ; les premiers brouillons étaient d'ailleurs intitulés Deux mariages, deux couples. 
Paru en France pour la première fois en 1885, Anna Karénine marque l'entrée triomphale de la littérature russe dans la culture européenne.

## Présentation
Ce roman est tout d'abord paru sous forme de feuilleton dans le périodique Rousky vestnik (Le Messager russe ou Le Courrier russe), mais Tolstoï entra en conflit avec le rédacteur en chef Mikhaïl Katkov à propos du contenu du dernier épisode. Le roman ne parut donc dans son intégralité qu'à sa publication sous forme de livre. Le feuilleton connaît néanmoins un grand succès dans la Russie du XIXe siècle, certaines femmes du monde allant jusqu'à envoyer leurs domestiques à l'imprimerie afin de connaître la teneur des prochains épisodes. 
Anna Karénine met en scène la noblesse russe, sur laquelle Tolstoï porte un regard critique. Le personnage d'Anna Karénine aurait été en partie inspiré de Maria Hartung (1832–1919), la fille aînée du poète Alexandre Pouchkine. Pour la fin tragique du roman, l’auteur s'est inspiré d’un fait divers : la maîtresse de son voisin Bibikov s’est jetée sous un train en janvier 1872 ; il est allé voir le corps de la malheureuse.

## Composition et parution
En mars 1873, Tolstoï commence l'écriture d'Anna Karénine. La rédaction en est achevée en février 1874 ; cependant, Tolstoï écrit l'épilogue en avril 1877 seulement,. La publication du roman commence dans Le Messager russe en janvier 1875 et se poursuit jusqu'en mai 1877. En juin 1877, la direction de la revue, en désaccord avec l’auteur sur la fin de l’ouvrage, publie une note de la rédaction résumant la fin d’Anna Karénine. L’auteur fait publier séparément la fin de l’ouvrage.
Le roman est publié pour la première fois en édition séparée en janvier 1878.

Le roman est divisé en huit parties et 239 chapitres. Son épigraphe est « « Je me suis réservé à la vengeance », dit le Seigneur. », tirée de Romains 12:19, qui cite à son tour Deutéronome 32:35. Le roman commence par les lignes suivantes devenues un principe :
Все счастливые семьи похожи друг на друга, каждая несчастливая семья несчастливая по-своему. Vse schastlivyye sem'i pokhozhi drug na druga, kazhdaya neschastlivaya sem'ya neschastliva po-svoyemu. 

Toutes les familles heureuses se ressemblent, mais chaque famille malheureuse l'est à sa façon.

## Résumé
Anna Karénine est une jeune femme mariée à Alexis Karénine, fidèle et mère d'un jeune garçon, Serioja. Anna Karénine se rend à Moscou chez son frère Stiva Oblonski. En descendant du train, elle croise le comte Vronski. Anna tombe amoureuse de Vronski, cet officier brillant, mais frivole. Elle lutte contre cette passion et finit pourtant par s'abandonner avec un bonheur coupable au courant qui la porte vers ce jeune officier. Puis Anna tombe enceinte. Se sentant coupable et profondément déprimée par sa faute, elle décide d'avouer son infidélité à son mari.
Elle songe un moment à abandonner mari et enfant et à fuir avec son amant. Mais une lettre de son mari parti en voyage, en réponse à son aveu, où il ne lui demande que de respecter les apparences, la décide à rester. La grossesse se déroule mal. Après avoir mis au monde une fille, Anna contracte la fièvre et risque de mourir. Elle envoie un télégramme à son mari, lui demandant de rentrer et de lui pardonner. Elle se repent et appelle la mort comme une libération pour tous. Ému par le remords de sa femme et sa mort imminente, Alexis consent à lui pardonner.
Puis quelque temps plus tard, une rencontre inopinée avec Vronski suffit à faire voler en éclats la décision d'Anna. Elle se jette dans ses bras et ils décident de fuir ensemble à l'étranger. C'est pour Anna un moment de joie et de délivrance. Ils passent leur lune de miel en Italie, mais peu à peu Vronski s’ennuie et regrette d’avoir abandonné sa carrière militaire. De retour en Russie, Anna et Vronski vivent en marge de la société. Ils suscitent à la fois admiration et réprobation d'avoir ainsi bravé les conventions de la haute société russe. La fortune de Vronski leur permet d'avoir une existence indépendante et ils parviennent à recréer autour d'eux une micro-société, en marge du grand monde. Mais Anna ne supporte pas d'avoir abandonné son enfant et trahi son mari.
Ce climat pesant provoque une incompréhension réciproque qui obscurcit leur union. Anna, en proie aux plus vifs tourments et prise dans un engrenage dont elle ne peut se délivrer, met fin à sa vie en se jetant sous un train.
En parallèle à leur aventure, Tolstoï brosse le portrait de deux autres couples : Kitty et Lévine, ainsi que Daria (dans le livre plus communément appelée Dolly) et Oblonski.
Kitty est une belle jeune femme qui, à dix-huit ans, fait son entrée dans le monde. Lévine lui fait une demande en mariage en bonne et due forme, mais elle la repousse car elle est tombée amoureuse de Vronski. Ce dernier lui échappe lors d'un bal où il succombe à la fascination d'Anna. Kitty sombre dans la honte et la maladie. Elle va se soigner en faisant une cure en Allemagne.
Plusieurs mois après ce sinistre bal, Kitty rencontre à nouveau Lévine, auprès duquel elle ressent un mélange d'effroi et de bonheur. Elle se rend compte qu'elle n'a aimé que lui. Kitty et Lévine comprennent que le passé n'a été qu'une épreuve destinée à consolider leur amour. Ils décident de se marier. Lévine se met à étudier l'agronomie et travaille lui-même dans ses champs au grand étonnement de ses paysans afin de réformer la gestion de ses propriétés et accorder plus de droits à ses paysans.
Daria, épouse soumise et résignée, mais surtout épuisée par les tâches de la vie quotidienne, est la femme de Stiva Oblonski. Malgré son infidélité, Oblonski prodigue à sa femme des marques de tendresse réconfortantes. Daria est marquée par un doute permanent et se fait conseiller par Anna afin de sauver son couple.

## Personnages

### Personnages principaux
- Karénine, Anna Arcadievna : le personnage témoigne de l'évolution de Tolstoï par rapport à son propre ouvrage. Incarnation du péché pendant une large partie de l'ouvrage, elle déteste son mari pour son caractère magnanime ; c'est une incrédule notoire, qui accepte de vivre avec Vronski sans demander le divorce à son mari quand bien même celui-ci l'aurait accepté. Néanmoins, Tolstoï évolue dans sa description puisqu'il en fait aussi une incarnation de la liberté et de la modernité, notamment lorsque sa belle-sœur et amie Dolly la rejoint et songe avec admiration aux choix d'Anna.
- Karénine, Alexis Alexandrovitch : mari trompé d'Anna Karénine, incarne la droiture chrétienne. Membre éminent du ministère, il souhaite, lorsqu'il apprend la trahison d'Anna, sauver les apparences dans le Monde. Mais à l'occasion de la naissance de la fille illégitime d'Anna et Vronski, il va accorder son pardon à Anna. Si ce personnage est sans conteste une figure d'intégrité, Tolstoï en fait néanmoins un personnage double fait de sécheresse et d'autosatisfaction.
- Lévine, Constantin Dmitriévitch : trente deux ans, incarne la vision de Tolstoï (Le nom Lévine est une référence au prénom de Tolstoï "Lev", prénom francisé en Léon). Grand propriétaire terrien, il refuse la vie à Moscou et le monde. Il se tient à l'écart et entreprend un traité d'agronomie, projet mis à mal par son mariage avec Kitty. Il refuse également de participer aux zemstvo, organes de l'administration locale qui regroupent les grands propriétaires.
- Oblonski, Stépane Arkadiévitch : trente quatre ans, frère d'Anna Karénine incarne l'oisiveté. Il dépense plus qu'il ne gagne. Parvenu à un poste de haut fonctionnaire grâce à son caractère hâbleur, il trompe régulièrement sa femme Dolly, d'abord avec l'ancienne institutrice de ses enfants, puis avec une danseuse du Bolchoï. Il est également le meilleur ami de Lévine qui deviendra son beau-frère.
- Oblonska, Daria Alexandrovna : Dolly, née Stcherbatski, femme d'Oblonski, trente trois ans, mère de sept enfants dont cinq vivants.
- Stcherbatska, Kitty : belle-sœur d’Oblonski, se marie avec Lévine.
- Stcherbatska, Dolly : voir à Oblonska, Daria.
- Vronski, Alexis Kirillovitch : comte, amant d'Anna.

### Personnages secondaires
- Agathe Mikhailovna, économe de Levine.
- Filimonovna, Matrone, bonne des enfants Oblonski.
- Golénistchev, compatriote rencontré par Vronski et Anna durant leur séjour en Italie.
- Grinévitch, Michel Stanislavitch, collègue d’Oblonski.
- Iachvine, officier, débauché ami de Vronski.
- Karénine, Serge, fils d’Anna et d'Alexis.
- Karénine, Annie, fille d’Anna et de Vronski.
- Kouzma, valet de Lévine.
- Koznychev, Serge Ivanovitch, demi-frère de Lévine, écrivain connu.
- Lévine, Nicolas, frère aîné de Constantin, communiste, il meurt de la tuberculose.
- Loukitch, Vassili, précepteur de Serge Karénine après le départ d’Anna.
- Lvov, Arsène, mari de Nathalie Stcherbatski, ancien diplomate, beau-frère de Levine.
- Marie Nicolaïevna, compagne de Nicolas Lévine, ancienne prostituée.
- Mathieu, valet de Stépane.
- Mikhaïlov, peintre russe installé en Italie.
- Nikitine, Philippe Ivanovitch, collègue d’ Oblonski.
- Nordston, comtesse, amie de Kitty, n’apprécie pas Lévine.
- Oblonski, Gricha, fils cadet de Stépane et Daria.
- Oblonska, Tania, fille ainée de Stépane et Daria.
- Pétriski, lieutenant, noceur endetté,  ami de Vronski.
- Riabine, négociant, achète une forêt à Stépane Oblonski.
- Serpoukhovskoï, général, ami d’Alexis Vronski.
- Snietkov, maréchal de la noblesse de la province de Kachine battu à l’élection.
- Stcherbatska, Nathalie, belle-sœur d’Oblonski, mariée à Lvov.
- Stcherbatskï, « le vieux prince », père des sœurs Stcherbatska.
- Stcherbatskï, Nicolas, cousin des sœurs Stcherbatska.
- Sviajki, voisin de Lévine, maréchal de la noblesse du district de Selezniev.
- Tchirikov, témoin de Lévine à son mariage, compagnon de chasse.
- Tverskoïa, Betsy, cousine de Vronski, princesse, entremetteuse entre Vronski et Anna.
- Varenka, Melle, fille adoptive de Mme Stahl. Amie de Kitty.
- Veslovski, Vassia, petit-cousin des Stcherbatski, compagnon de chasse.
- Vronski, Alexandre, frère d’Alexis, colonel, a épousé une jeune femme sans fortune, fille d'un insurgé de décembre 1825.
- Vronska, comtesse, mère d’Alexis.

## Jugements sur l'œuvre
Le personnage du banquier Boulganirov (inspiré en réalité du banquier juif Poliakov) dans Anna Karénine témoigne de l'antisémitisme présent dans l'ouvrage, selon l'historien Léon Poliakov,.

## Incipit
« Toutes les familles heureuses se ressemblent ; chaque famille malheureuse est malheureuse à sa façon »

## Extraits
- Le troisième clan était celui du monde proprement dit, ce monde des bals, des dîners, des toilettes brillantes, qui se maintient d’une main à la cour pour ne pas tomber dans le demi-monde, qu’il s’imagine mépriser tout en partageant ses goûts.
- Anna sur son mari Elle n’éprouvait plus envers son mari que la répulsion du bon nageur à l’égard du noyé qui s’accroche à lui et dont il se débarrasse pour ne pas couler.
- Kitty sur Anna Comme elle est belle ! Mais il y a quelque chose en elle qui m’inspire une immense pitié.

« Les gens de son monde [celui de Vronski] divisent l'humanité en deux catégories opposées. La première, tourbe insipide, sotte et surtout ridicule, s'imagine que les maris doivent être fidèles à leur femme, les jeunes filles pures, les femmes chastes, les hommes courageux, fermes et tempérants, qu'il faut élever ses enfants, gagner sa vie, payer ses dettes, et autres fariboles : c'est le vieux jeu. La seconde au contraire - le « gratin » à laquelle ils se vantent tous d'appartenir, prise l'élégance, la générosité, l'audace, la bonne humeur, s'abandonne sans vergogne à toutes ses passions et se moque du reste. »

— Léon Tolstoï, Anna Karénine, première partie, chapitre 34.
- Anna à la gare d'Obiralovka : « Soudain elle se souvint de l’homme écrasé le jour où pour la première fois elle avait rencontré Vronsky à Moscou, et elle comprit ce qui lui restait à faire »
- Une voyageuse dans un train : « La raison a été donnée à l’homme pour repousser ce qui le gêne »
- Lévine : « Si je n’accepte pas les explications que m’offre le christianisme sur le problème de mon existence, où en trouverai-je d’autres? […] Et les Hébreux, les Musulmans, les Bouddhistes ? […] Ces millions d’hommes seraient-ils privés du plus grand des bienfaits, de celui qui, seul, donne un sens à la vie ? »

## Éditions françaises
- 1885 : Anna Karénine, Comte Léon Tolstoï ; roman traduit du russe ; Paris : Hachette, 1885 ; 2 tomes reliés en 1 vol. in-16. (Boutchik, n 327)[12]
- 1933 : Anna Karénine, Comte Léon Tolstoï ; traduit par Henri Mongault ; Paris, Gallimard, Collection "Les Classiques russes", 1933-1935
- 1951 : Léon Tolstoï (trad. du russe par Olga Vesselovskaia & Claire Robert), Anna Karénine [« Анна Каренина »], Verviers, Gérard et Cie, coll. « Marabout Géant »,‎ 1960 (1re éd. 1951)
- 1951 : Léon Tolstoï (trad. Henri Mongault, préf. Pierre Pascal), Anna Karénine [« Анна Каренина »], Paris, Gallimard, coll. « Bibliothèque de la Pléiade » (no 87),‎ 1957 (1re éd. 1951), 1031 p. (ISBN 978-2-07-010564-9)
- 2023: Anna Karenine en livre audio accessible en ligne

## Adaptations

### Théâtre
- 1907 : Anna Karénine, 5 actes, (adaptation française d'Edmond Guiraud), Théâtre Antoine, repris au Théâtre de la Porte Saint-Martin et à Mogador.
- 1907 : Anna Karénina, adaptation (USA) de Thomas William Broadhurst, en anglais, de la pièce française de Edmond Guiraud).
- 1924 : Anna Karénina, adaptation (Italie) de Igino Robbiani, de la pièce française de Edmond Guiraud).
- 1937 : Anna Karenina, adaptation russe de Constantin Stanislavski.
- 1992 : Anna Karenina, adaptation britannique de Helen Edmundson.
- 2016 : Anna Karenina, adaptation française de Gaëtan Vassart.
- 2018 : Anna Karénine, adaptation libre de Laetitia Gonzalbes d’après le roman de Léon Tolstoï, Bel-Ami et Enragée ? de Guy de Maupassant, poèmes et partitions de Jean Fournée

### Cinéma

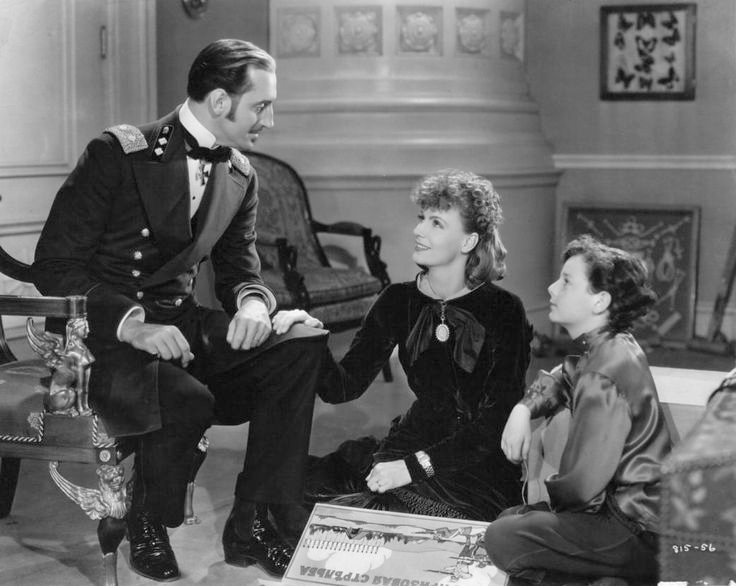
La version de 1935 dAnna Karénine avec Basil Rathbone, Greta Garbo et Freddie Bartholomew

Le roman a été adapté à maintes reprises au cinéma et à la télévision.
- 1911 : Anna Karénine de Maurice André Maître avec E. A. Soroktina (Anna Karénine), Nicolaï Vassiliev (comte Karénine), Troïanov (Vronski).
- 1914 : Anna Karénine (Анна Каренина) de Vladimir Gardine, avec Maria Germanova dans le rôle-titre.
- 1915 : Anna Karénine (Anna Karenina) de J. Gordon Edwards avec Betty Nansen
- 1919 : Anna Karenina (Anna Karenina) de Friedrich Zelnik, avec Lya Mara dans le rôle-titre.
- 1927 : Anna Karénine (Love) d'Edmund Goulding, avec Greta Garbo dans le rôle-titre.
- 1935 : Anna Karénine (Anna Karenina) de Clarence Brown, avec Greta Garbo également.
- 1948 : Anna Karénine (Anna Karenina) de Julien Duvivier, avec Vivien Leigh.
- 1967 : Anna Karénine (Анна Каренина) d'Alexandre Zarkhi avec Tatiana Samoïlova
- 1997 : Anna Karénine (Anna Karenina) de Bernard Rose, avec Sophie Marceau.
- 2007 : Chouga (Шуга), film de Darezhan Omirbaev
- 2009 : Anna Karénine (Анна Каренина) de Sergueï Soloviov avec Tatyana Drubich, Iaroslav Boïko et Oleg Yankovski.
- 2012 : Anna Karénine (Anna Karenina) de Joe Wright avec Keira Knightley.
- 2017 : Anna Karénine, l'histoire de Vronski (Анна Каренина. История Вронского) de Karen Chakhnazarov, avec Elizaveta Boïarskaïa.

### Télévision
- 1977 : Anna Karénine, mini-série de Basil Coleman, avec Nicola Pagett (en), Eric Porter et Stuart Wilson.
- 1985 : Anna Karénine, téléfilm de Simon Langton, avec Jacqueline Bisset et Christopher Reeve.
- 1990 : La passion d'Anna Karénine, émission adapté par Gabriel Arout, avec Jean-Louis Roux et Micheline Bernard[13].
- 2000 : Anna Karénine (en), mini-série de David Blair, avec Helen McCrory et Kevin McKidd.
- 2013 : Anna Karénine, mini-série de Christian Duguay, avec Vittoria Puccini et Santiago Cabrera[14].

### Ballet
- Le compositeur soviétique Rodion Chtchédrine a écrit la musique du ballet Anna Karenina pour son épouse, la danseuse Maïa Plissetskaïa. Les premières représentations eurent lieu au théâtre Bolchoï à Moscou en juin 1972[15].
- En 2017 le chorégraphe John Neumeier créé le ballet Anna Karenina avec le ballet de Hambourg dont il est le directeur depuis 1973. C'est Anna Laudere qui danse le rôle principal.

### Bande-dessinée
- 1997 : Anna Karenina, manga de Yumiko Igarashi, encore inédit dans les pays francophones.

## Source
- Bibliothèque nationale de France (voir "Accès au catalogue général de la BnF")